# I liga paragwajska w piłce nożnej (1954)
Mistrzem Paragwaju został klub Cerro Porteño, natomiast wicemistrzem Paragwaju – Club Libertad.
Mistrzostwa rozegrano systemem każdy z każdym mecz i rewanż. Najlepszy w tabeli klub został mistrzem Paragwaju.
Spadły dwa kluby Club River Plate i Atlántida SC, a ponieważ nikt nie awansował, liga zmniejszona została z 11 do 9 klubów.

## Primera División

### Tabela końcowa sezonu 1954
| Poz | Klub                  | Mecze | Punkty |
| --- | --------------------- | ----- | ------ |
| 1   | Cerro Porteño         | 20    | 32     |
| 2   | Club Libertad         | 20    | 29     |
| 3   | Club Olimpia          | 20    | 28     |
| 4   | Club Sol de América   | 20    | 24     |
| 5   | Club Presidente Hayes | 20    | 19     |
| 6   | Sportivo Luqueño      | 20    | 19     |
| 7   | Club Nacional         | 20    | 22     |
| 8   | Club Guaraní          | 20    | 15     |
| 9   | Sportivo San Lorenzo  | 20    | 15     |
| 10  | Club River Plate      | 20    | 13     |
| 11  | Atlántida SC          | 20    | 7      |

## Klasyfikacja strzelców w sezonie 1954
| Gole | Piłkarz      | Klub          |
| ---- | ------------ | ------------- |
| 24   | Máximo Rolón | Club Libertad |